# فولاد آبی (فیلم ۱۹۹۰)
فولاد آبی (به انگلیسی: Blue Steel) فیلمی در ژانر اکشن و مهیج محصول سال ۱۹۹۰ و به کارگردانی کاترین بیگلو است. در این فیلم بازیگرانی همچون جیمی لی کرتیس، ران سیلور، کلنسی براون، الیزابت پنیا، لوئیز فلچر، فیلیپ بوسکو، ریچارد جنکینز، کوین دان و تام سایزمور ایفای نقش کرده‌اند.